# Marcipa orientalis
Marcipa orientalis är en fjärilsart som beskrevs av Pierre Joseph Pelletier 1978. Marcipa orientalis ingår i släktet Marcipa och familjen nattflyn. Inga underarter finns listade i Catalogue of Life.